# Passage Sigaud
Le passage Sigaud est une voie du 13e arrondissement de Paris située dans le quartier de la Maison-Blanche.

## Situation et accès
Le passage Sigaud est desservi à proximité par la ligne 6 à la station Corvisart.

## Origine du nom
La voie porte le nom du parent d'un ancien propriétaire local de la Butte-aux-Cailles.

## Historique
Cette rue est classée dans la voirie de Paris par arrêté municipal du 12 décembre 1935.

## Bâtiments remarquables et lieux de mémoire
Comme de nombreuses voies de la Butte-aux-Cailles, le passage Sigaud est loti de bâtiments peu élevés en raison des carrières sous-jacentes. Il présente aussi la particularité d'avoir un tracé en retour d'équerre : une partie du passage est parallèle à la rue Alphand et l'autre partie rejoint perpendiculairement cette dernière rue.

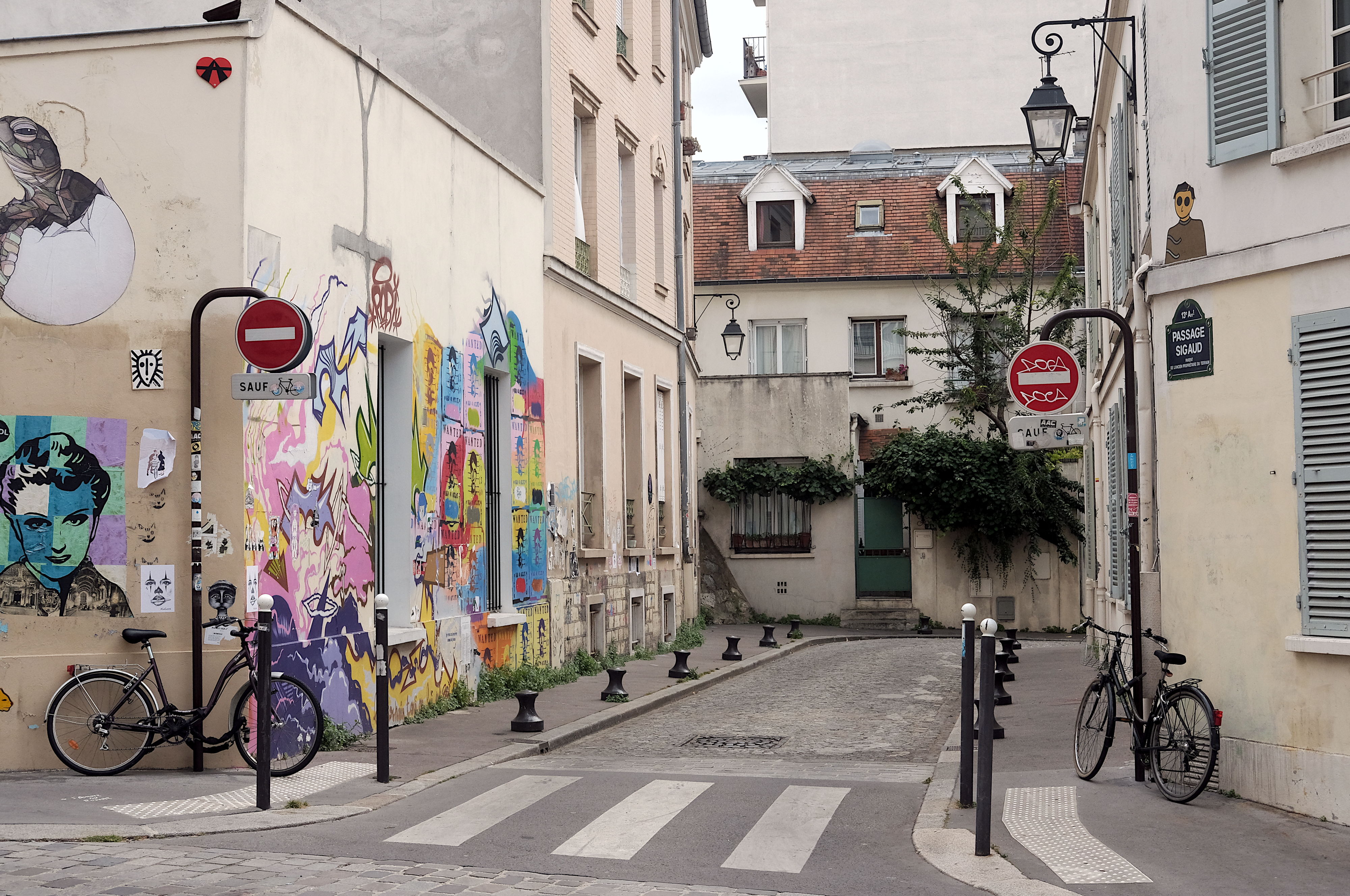
Passage Sigaud depuis la rue Alphand.
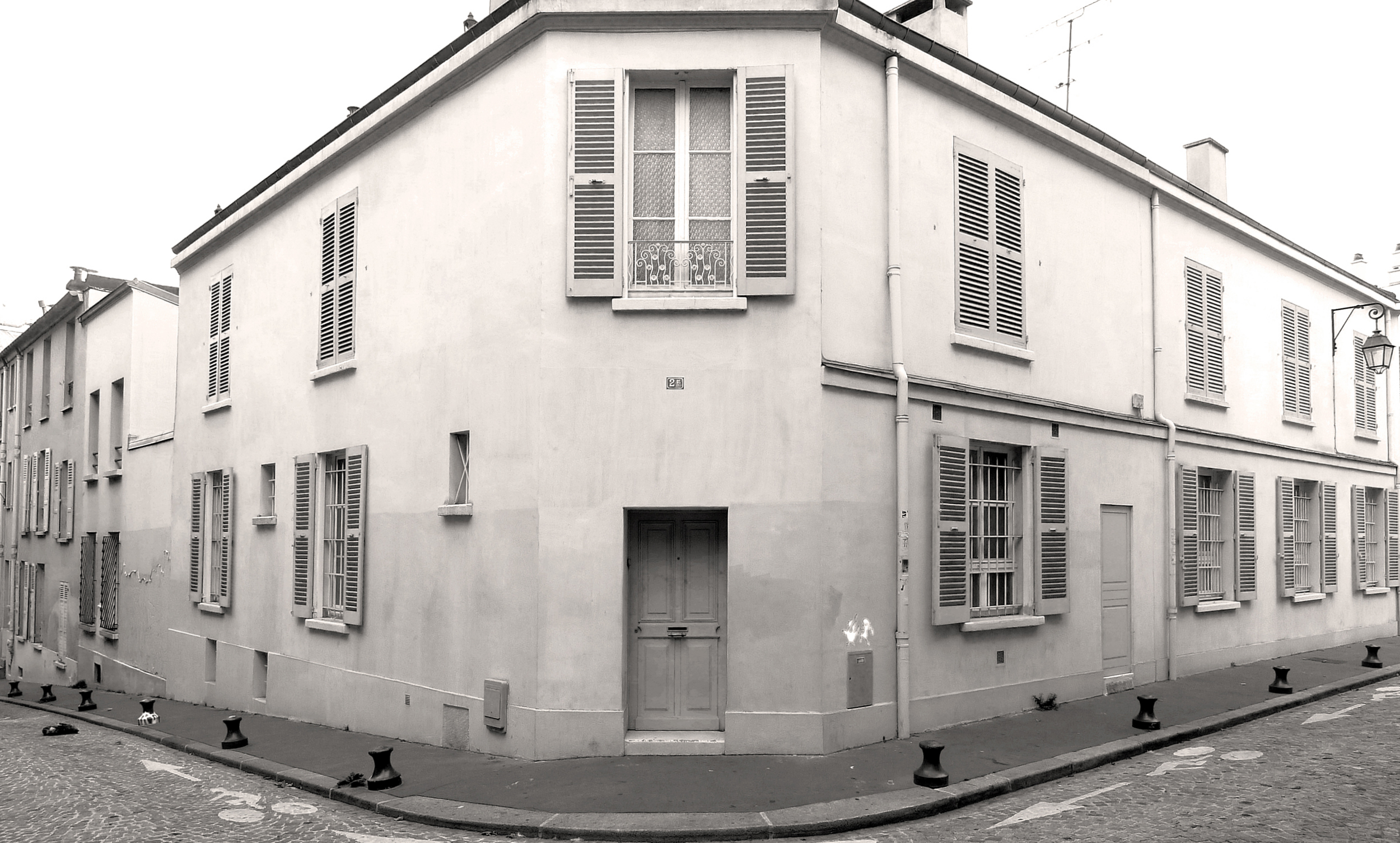
Le retour d'équerre.
Mur avec graffitis.

Par ailleurs, l'art urbain est présent tout le long de la rue depuis de nombreuses années.
